# Concurso Universitario de Software Libre
El Concurso Universitario de Software Libre (CUSL) es un concurso de desarrollo de software, hardware y documentación técnica libre. El objetivo principal esta actividad es el de fomentar la creación y contribuir a la consolidación de la comunidad del software libre en la Universidad. Esta actividad ha contado con el apoyo de organismos oficiales como la Junta de Andalucía, la Junta de Extremadura, así como de las fundaciones CENATIC, FIDETIA y Wikimedia España, el consorcio Fernando de los Ríos y diferentes empresas del ámbito privado que ofrecen servicios basados en software libre.
Su primera edición fue durante el curso 2006/2007 y desde entonces se ha ido celebrando cada año, acumulando un total de 399 proyectos y 575 participantes en sus cuatro primeras ediciones.

## Estructura
No obstante, la palabra concurso quizás no sea la que mejor defina esta actividad por los valores de concurrencia que la palabra concurso lleva implícitos. Durante su desarrollo los participantes tienen visibilidad absoluta entre sí a través de la lista de correo, por tanto, pueden colaborar entre ellos y a su vez con la organización.
Los participantes deben ser universitarios que estudien en cualquier universidad española. Estos deberán ir subiendo sus mejoras a una forja pública (preferiblemente la Forja de Conocimiento Libre de la Comunidad RedIRIS) para que se pueda ver el avance de los proyectos y finalmente evaluarlos.
Los categorías de los premios son:
- Mejor proyecto de educación y ocio: Aquel proyecto que más revierta en la comunidad educativa o del ocio.
- Mejor proyecto innovador: Aquel proyecto que levante más expectativas en la sociedad, ya sea la implementación de una idea innovadora o por el uso de últimas tecnología informáticas.
- Mejor proyecto comunitario: Aquel proyecto que cree un mayor impacto en la comunidad y contribuya en su evolución.

Además, las universidades pueden ofrecer también un premio local, no siendo excluyente ni vinculante a los premios estatales.

## Primera edición (curso 2006/2007)
Se presentaron 93 proyectos, con un total de 135 participantes.

### Proyectos ganadores
Sistemas
- Primer premio: Porting de GCC a la arquitectura del microcontrolador PIC16F877 de Pedro J. Ramírez Gutiérrez de la Universidad de Málaga.
- Premio finalista: Sharp Knocking de Miguel A. Pérez Valencia y Luis Román Gutiérrez de la Universidad de Sevilla.

Ocio y educación
- Primer premio: SubDownloader de Iván García Cortijo de la Universidad de Valencia.
- Premio finalista: QtOctave de Pedro L. Lucas Rosado de la UNED.

Web
- Primer premio: SWAML, Semantic Web Archive of Mailing Lists de Sergio Fernández López de la Universidad de Oviedo.
- Premio finalista: WebDevStudio - Entorno de Desarrollo Integrado Online de Israel Ortiz Flores de la Universidad Politécnica de Madrid.

Distribuciones
- Primer premio: TCOS Clientes ligeros sobre Debian de Mario Izquierdo Rodríguez de la Universidad de Valladolid.

## Segunda edición (curso 2007/2008)
Se presentaron 95 proyectos, con un total de 131 participantes.

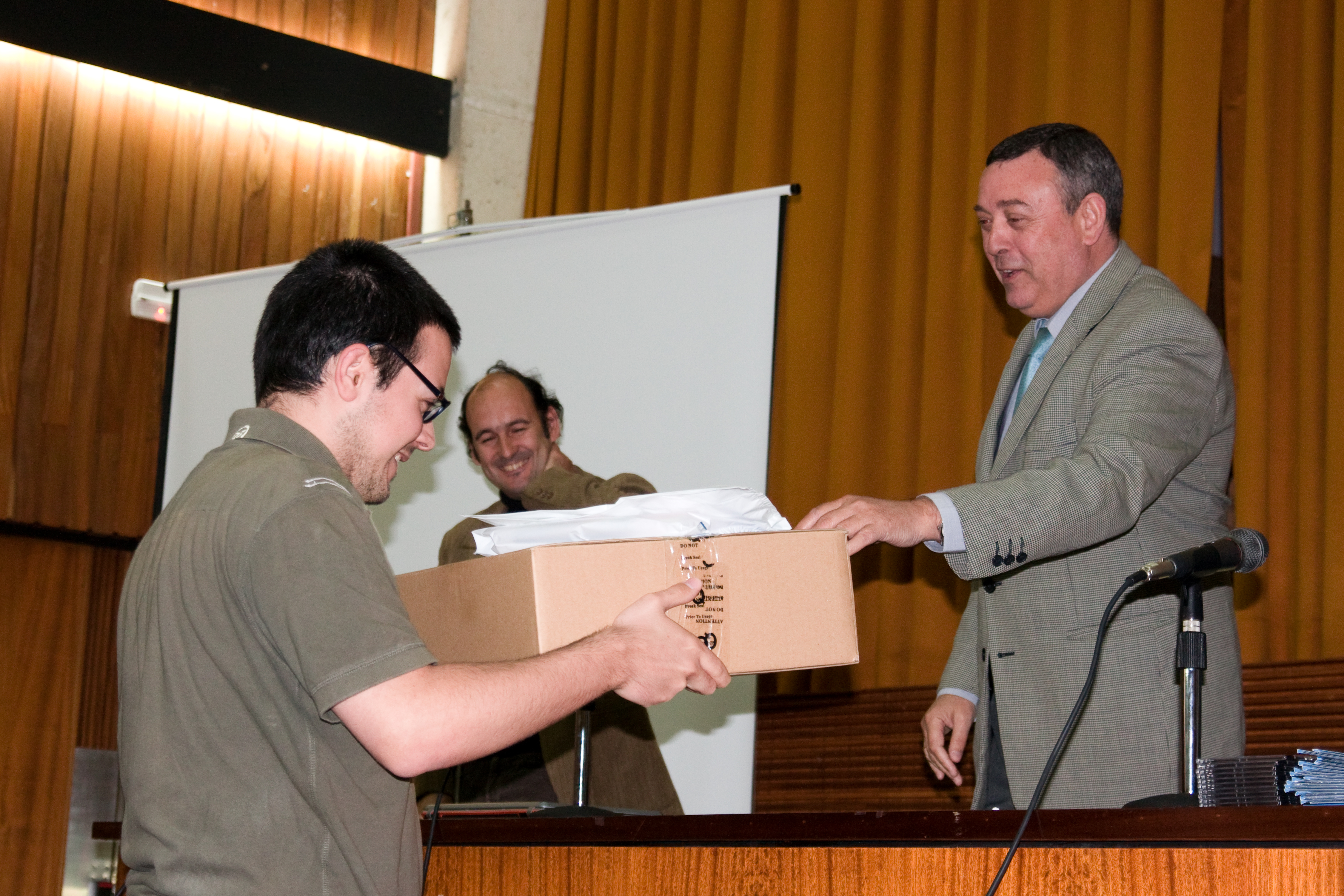
El rector de la Universidad de Cádiz entrega el premio local CUSL2.

### Proyectos ganadores
Mejor proyecto Educativo:
- Primer Premio: XMLeye de Antonio García Domínguez de la Universidad de Cádiz.

Mejor proyecto Innovador:
- Primer Premio: R4P de Luis Alberto Pérez García y Luis Ignacio Díaz del Dedo de la Universidad Europea de Madrid.
- Finalista: Pigmeo de Adrián Bulnes Parra de la Universidad de Oviedo.

Mejor proyecto Comunitario:
- Primer Premio: Minirok, de Adeodato Simó de la Universidad de Alicante.
- Finalista: Zenphp, de Juan Belón Pérez de la Universidad de Granada.

Premio Comunidad Morfeo:
- Psychosynth de Juan Pedro Bolívar Puente de la Universidad de Granada.

Menciones especiales:
- xpages de Miguel Serrano Milano de la Universidad de Valladolid.
- Pro Evolution Chapping de Alejandro Castaño del Castillo y Manuel Albarrán Guerrero de la Universidad de Sevilla.
- Pleim de David Vázquez Púa de la Universidad de Cádiz.
- Ktutorial de Daniel Calviño Sánchez de la Universidad de Oviedo.

En esta edición se incluyeron por primera vez premios locales en las universidades de Sevilla, Cádiz, Huelva y el Centro de Excelencia de Software Libre de Castilla-La Mancha

## Tercera edición (curso 2008/2009)
Se presentaron 111 proyectos, con un total de 168 participantes.

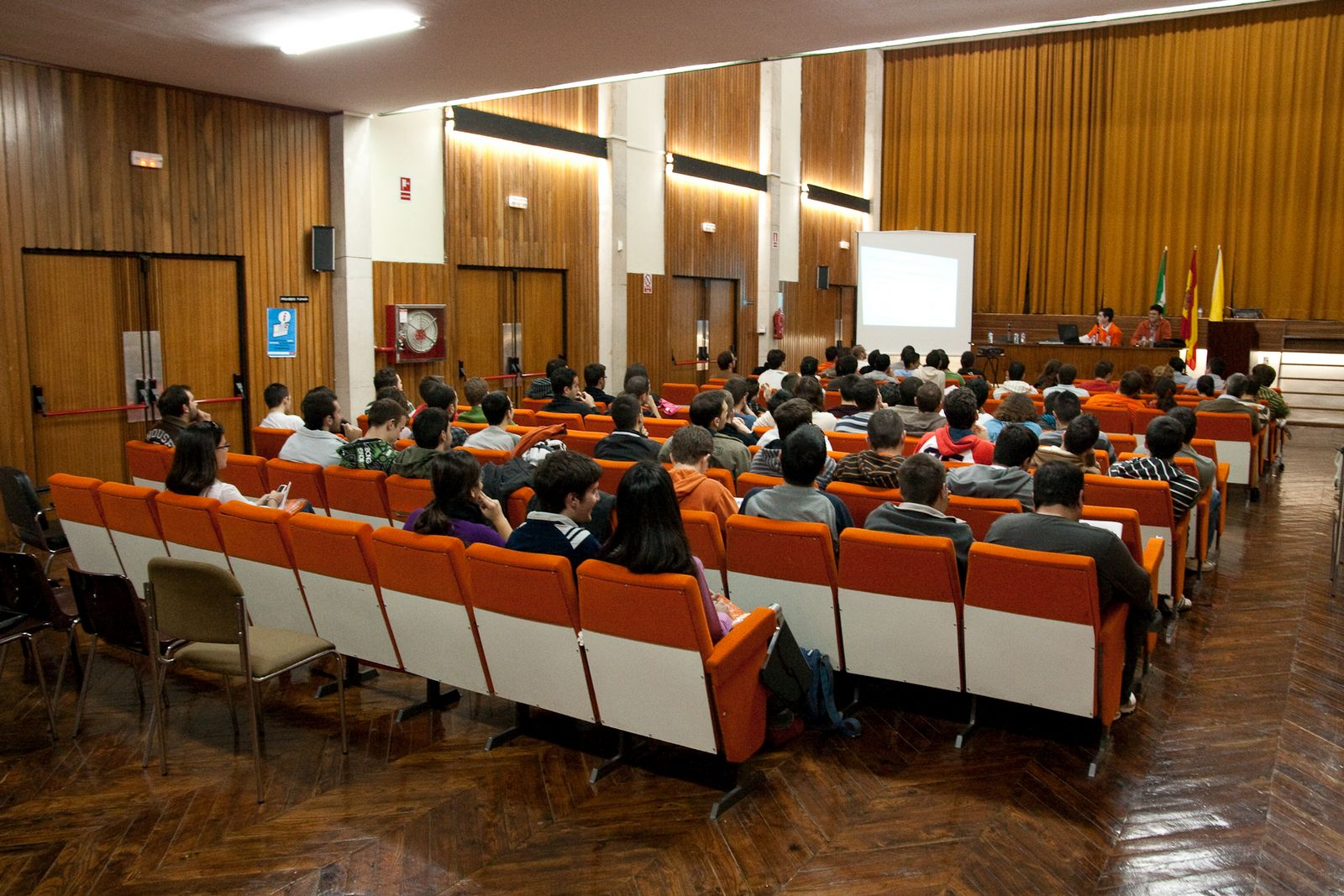
Presentación del proyecto ganador del Premio Local de la Universidad de Cádiz.

### Proyectos ganadores
Mejor proyecto de innovación:
- Primer premio: eOPSOA de David Castellanos Serrano de la Universidad de Castilla-La Mancha.
- Finalista: Cool Imaging: Sistema de caracterización global y local de imágenes digitales mediante extracción de rasgos basados en contenido de Luis Antonio González Jaime y Ricardo Juan Palma Durán de la Universidad de Granada.

Mejor proyecto de ocio y educación:
- Primer premio: Tucan de Jose Francisco Lupion González, Francisco Salido Ruiz y José Manuel Cordero Rodríguez de la Universidad de Málaga.
- Finalista: Geco de Daniel García Moreno de la Universidad de Sevilla.

Mejor proyecto comunitario:
- Primer premio: AVBOT de Emilio José Rodríguez Posada de la Universidad de Cádiz.
- Finalista: The Digital Coach de Andoni Morales Alastruey de la Universidad Politécnica de Madrid.

Menciones especiales:
- Libgann, de Francisco Javier Vázquez Púa de la Universidad de Cádiz.
- Biblioteca de conexión de Arduinos con el protocolo X10, de Juan Antonio Infantes Díaz de la Universidad de Málaga.
- PIE: Plataforma de Información de exámenes, de Juan Felipe Belón Pérez Higueras de la Universidad de Granada.
- Meshias, de Eduardo Robles Elvira y Alejandro Castaño del Castillo de la Universidad de Sevilla.

En esta edición, a los premios locales ya establecidos (Sevilla, Cádiz, y el Centro de Excelencia de Software Libre de Castilla-La Mancha) se sumaron los de Granada y Málaga, no se renovó el de Huelva.

## Cuarta edición (curso 2009/2010)

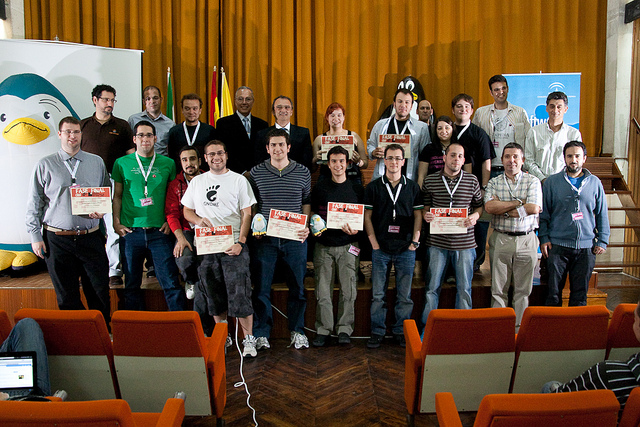
Fase Final del CUSL4

Se inscribieron 100 proyectos con 141 participantes. La Fase Final se celebró por primera en una sede distinta a la Faculta de Informática de Sevilla, en concreto en la Escuela Superior de Ingeniería de Cádiz, durante los días 13 y 14 de mayo.

### Proyectos ganadores
Premio especial de movilidad:
- Primer premio: "Casual Services", de Daniel Martín Yerga (Universidad de Oviedo)

Premio especial de accesibilidad:
- Primer premio: "Kora", Jose Alcalá Correa, (Universidad de Granada)

Mejor proyecto de Innovación:
- Primer premio: "Curuxa", Adrián Bulnes Parra, (Universidad de Oviedo)
- Finalista: "Cañafote", Álvaro Neira Ayuso, (Universidad de Sevilla)

Mejor proyecto de Comunidad:
- Primer premio: "TBO", Daniel García Moreno, (Universidad Nacional de Educación a Distancia)
- Finalista: "Visuse", José Luis López Pino, (Universidad de Granada)

Mejor proyecto de Educación y ocio:
- Primer premio: "WikiUnix", Noelia Sales Montes, (Universidad de Cádiz)
- Finalista: "Tivion", Ángel Guzmán Maeso, (Universidad de Castilla-La Mancha)

Categoría "Junior":
- Mención especial para "Gexal", de Juan Santamaría Moreno y Christian Blaya Benito (IES Villaverde de Madrid)

Menciones especiales:
- "Resistencia en Cádiz 1812", de Pablo Recio Quijano (Universidad de Cádiz).
- "Tea: Tiny Environmental Analyzer", de Ricardo Cañuelo Navarro (Universidad de Granada).
- "oFlute", de José Tomás Tocino García (Universidad de Cádiz).

En esta edición se mantuvieron los premios locales de Sevilla, Cádiz, Centro de Excelencia de Software Libre de Castilla-La Mancha, Granada y Málaga, y se añadió el premio de la Universidad Europea de Madrid.

## Quinta edición (curso 2010/2011)

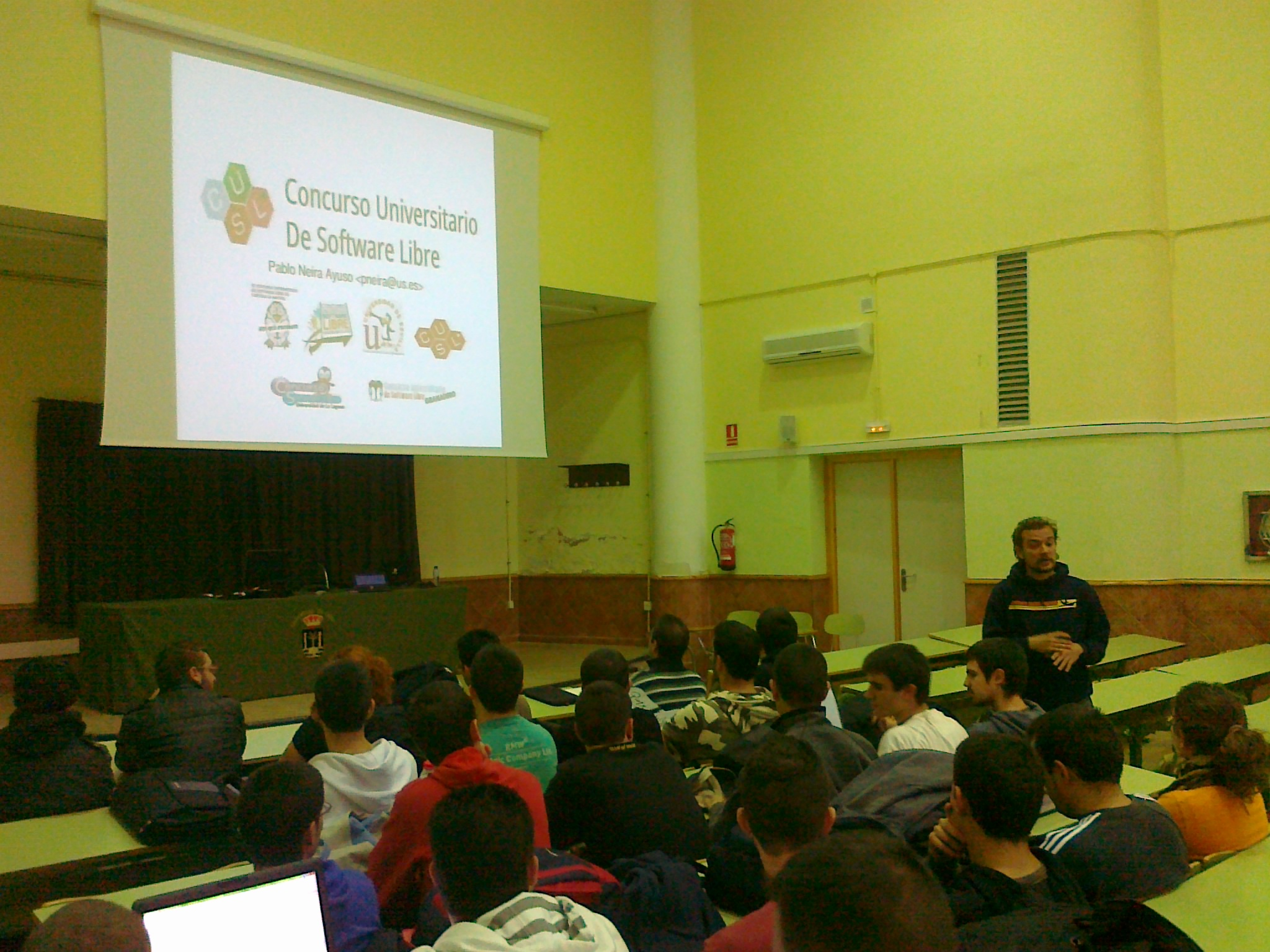
Presentación Premio Local Cádiz CUSL5

Hay 114 proyectos con un total de 147 estudiantes inscritos, y se realizan los siguientes premios locales: Sevilla, Cádiz, Centro de Excelencia de Software Libre de Castilla-La Mancha, Granada, Málaga, Universidad de La Laguna y Comunidad de Madrid.

### Proyectos premiados

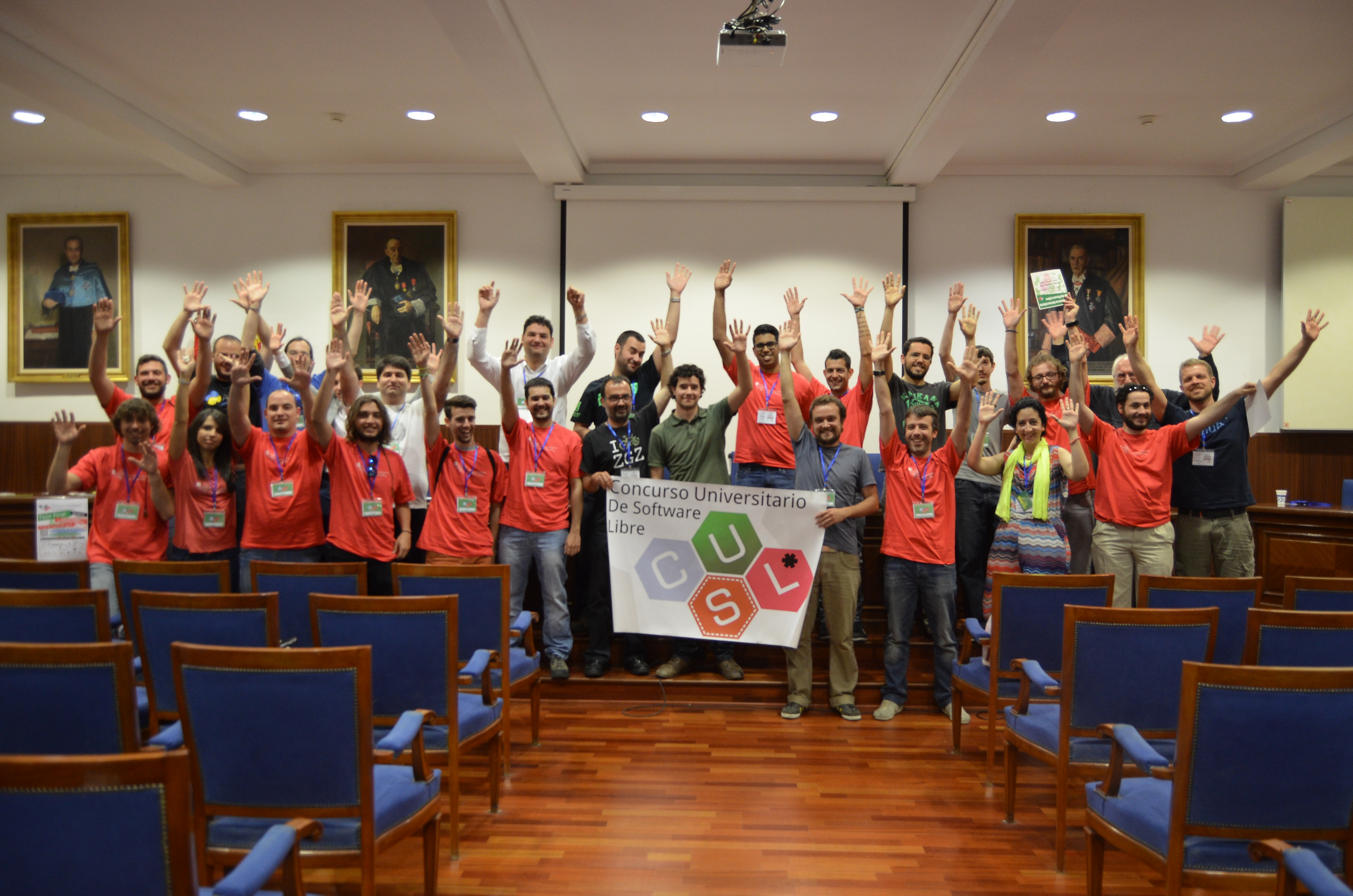
Finalistas del CUSL IX

- Premio Especial del CUSL: proyecto Yakito, de Sergio García Mondaray de la Universidad de Castilla-La Mancha.
- Premio al Mejor Proyecto de Accesibilidad: proyecto GeoRemindMe!, de Raúl Jiménez Ortega, Javier Cordero Martínez, Rubén Dugo Martín y Anna Peña Martínez de la Universidad de Granada.
- Premio al Mejor Proyecto de Comunidad: proyecto IberOgre y Sion Tower, de David Saltares Márquez de la Universidad de Cádiz.
- Premio al Mejor Proyecto de Sistemas: proyecto Terminal Previewer, de Javier Angulo Lucerón de la Universidad de Castilla-La Mancha.
- Premio al Mejor Proyecto de Educación: proyecto JavaDiKt, de Luis Alfonso Arce González de la Universidad de Sevilla.
- Premio al Mejor Proyecto de Innovación: proyecto Predesys, de José Antonio Jiménez Carmona de la Universidad de Sevilla.

Además, los siguientes proyectos fueron galardonados con menciones especiales:
- PirannaFS, de Jesús Leganés Combarro de la Universidad Rey Juan Carlos.
- FreePhyloTree, de Aarón Bueno Villares de la Universidad de Cádiz.
- SocialSight, de Miguel Sempere Sánchez de la Universidad de Alicante.
- Cormoran, de Jaime Gil de Sagredo Luna de la Universidad de Alcalá.

## Sexta edición (curso 2011/2012)

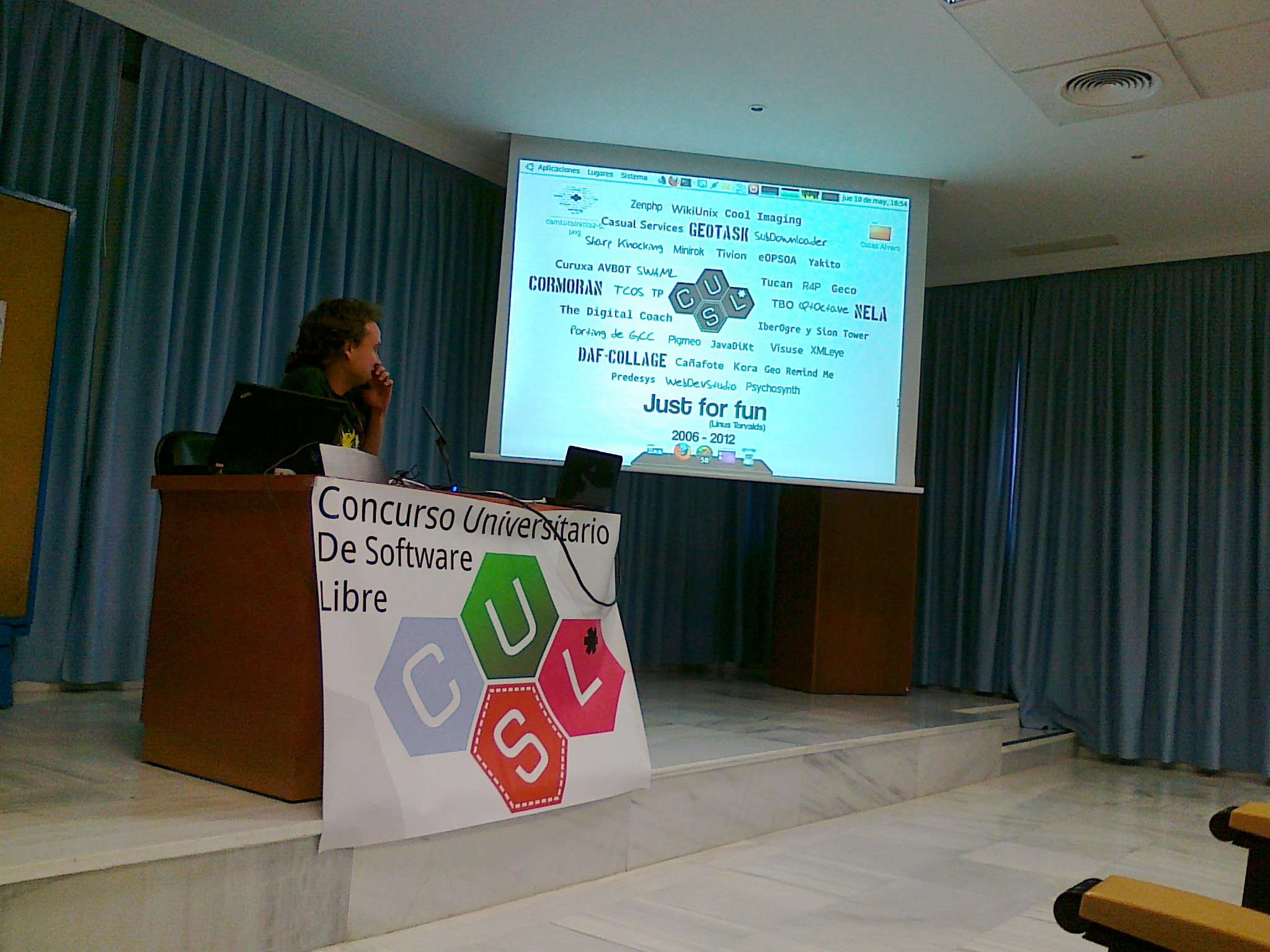
Fase Final de la sexta edición

Se realizó la sexta edición con los siguientes premios locales: Sevilla, Cádiz, Granada y Universidad de La Laguna.
Premios nacionales:
- Premio especial del Concurso Universitario de Software Libre al proyecto Nela de Enrique Matías Sánchez de la Universidad de Zaragoza.
- Premio al mejor proyecto de Accesibilidad al proyecto Nela de Enrique Matías Sánchez de la Universidad de Zaragoza.
- Premio al mejor proyecto de Comunitario al proyecto GeoTask de Francisco Javier Martin Otero de la Universidad de Sevilla.
- Premio al mejor proyecto de Educación y Ocio al proyecto Daf-Collage de Francisco Javier Rodríguez López y Simeón Ruiz Romero de la Universidad de Granada.
- Premio al mejor proyecto de Innovación al proyecto Cormoran de Jaime Gil Sagredo Luna de la Universidad Nacional de Educación a Distancia.

El Premio al mejor proyecto Junior ha sido declarado desierto.

## Séptima edición (Curso 2012/2013)

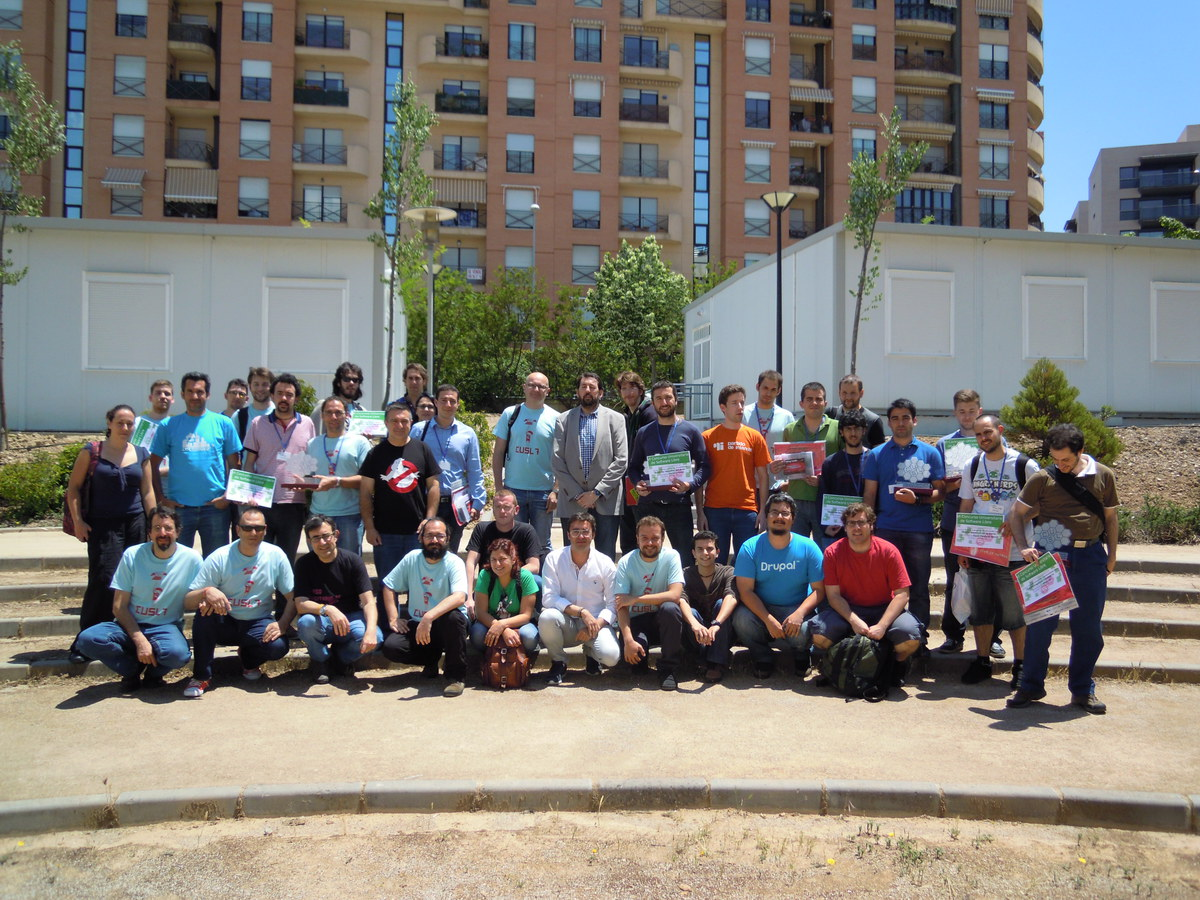
Final VII edición Granada

Durante el curso académico 2012/1013 se celebró la séptima edición del Concurso Universitario de Software Libre. En esta edición participaron 124 participantes en el desarrollo de 85 proyectos de Software Libre.
La fase final y entrega de premios tuvo lugar en la Escuela Técnica Superior de Ingeniería Informática y Telecomunicación de la Universidad de Granada. Los ganadores de esta edición fueron:
- Premio especial de la comunidad del VII Concurso Universitario de Software Libre al proyecto Lynckia de Javier Cerviño Arriba, Pedro Rodríguez Pérez y Álvaro Alonso González de la Universidad Politécnica de Madrid.
- Premio al mejor proyecto de Accesibilidad al proyecto Social Stream de Antonio Tapiador del Dujo de la Universidad Politécnica de Madrid.
- Premio al mejor proyecto Comunitario al proyecto Cygnus Cloud de Luis Barrios Hernández, Adrián Fernández Hernández y Samuel Guayerbas Martín de la Universidad Complutense de Madrid.
- Premio al mejor proyecto de Educación y Ocio al proyecto Open Fantasy World de Víctor Ramírez de la Corte y Javier Jaramago Fernández de la Universidad de Sevilla.
- Premio al mejor proyecto de Innovación al proyecto ShareIt! de Jesús Leganés Combarro de la Universidad Rey Juan Carlos en Madrid.
- Premio Campus CEIBiotic al proyecto Zomblind de Antonio J Fernández Ares de la Universidad de Granada.

Se entregaron las siguientes menciones especiales:
- Proyecto CleverFigures de Álvaro Almagro Doello de la Universidad de Cádiz.
- Proyecto EduTwitter de David Romero Santos de la Universidad de Cádiz.
- Proyecto Truco de Antonio Castillo Lora y Alejandro Martín Medina de la Universidad de Granada.

En esta edición actuaron como patrocinadores Ximdex, Fidesol, Fundación ONCE, Fidetia, Codeko.com, Campus CEI-BioTIC Granada, Blulabs, CENATIC, Cocorocó Coworking y el Granada club de fútbol. 

## Octava edición (Curso 2013/2014)

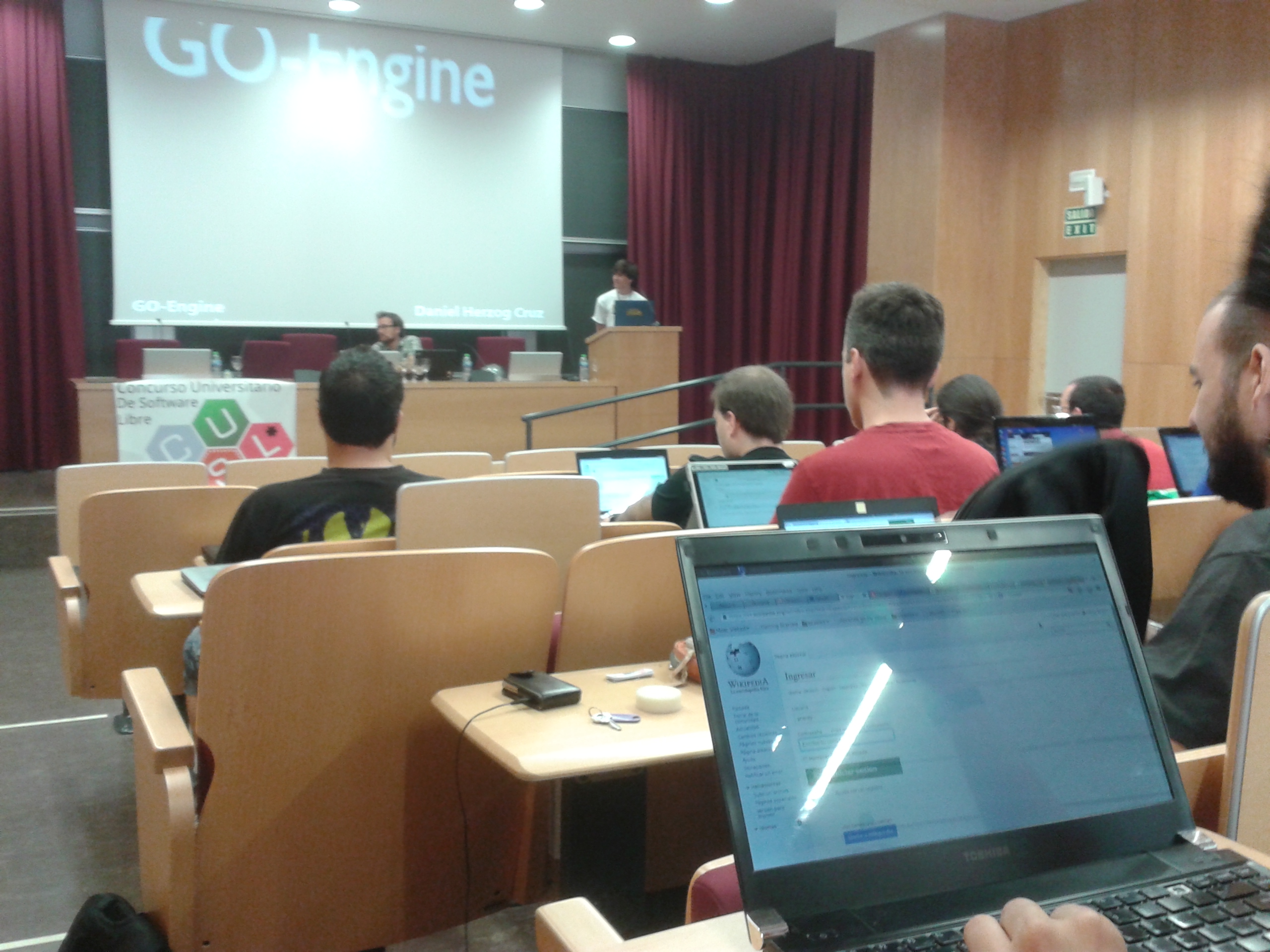
Editatón de Wikipedia durante la Fase Final

La Fase Final del VIII Concurso Universitario de Software Libre se celebró en el Edificio Celestino Mutis de la Universidad de Sevilla durante los días 15 y 16 de mayo de 2014. Participaron 122 estudiantes con un total de 80 proyectos, los premiados:
- Premio especial de la comunidad del 8º Concurso Universitario de Software Libre para Implementación del protocolo P2PSP usando WebRTC de Cristóbal Medina López Universidad de Almería.
- Premio al mejor proyecto de Accesibilidad para VOPA de Cecilio Delgado Hernández, Alberto Martínez García y Jorge Pérez Torregrosa Universidad Miguel Hernández de Elche.
- Premio al mejor proyecto Comunitario para EvalCourse de Antonio Balderas Alberico y Álvaro Galán Piñero Universidad de Cádiz.
- Premio al mejor proyecto de Educación y Ocio para Go Engine de Daniel Herzog Universidad de La Laguna.
- Premio al mejor proyecto de Innovación para Icebuilder de José Luis Sanroma Tato Universidad de Castilla-La Mancha.
- Premio al mejor proyecto senior para Qdemos de Paco Martín Fernández Universidad de La Laguna.

Se entregaron las siguientes menciones especiales:
- Proyecto AQUAgpusph de Jose Luis Cercós Pita Universidad Politécnica de Madrid.
- Proyecto LockedShield de Moisés Lodeiro Santiago Universidad de La Laguna.
- Proyecto CarMetry de Miguel Catalán Bañuls, Antonio Martos Ortega y Antonio Gabriel Orenes Andres Universidad Miguel Hernández de Elche.

## Novena edición (Curso 2014/2015)

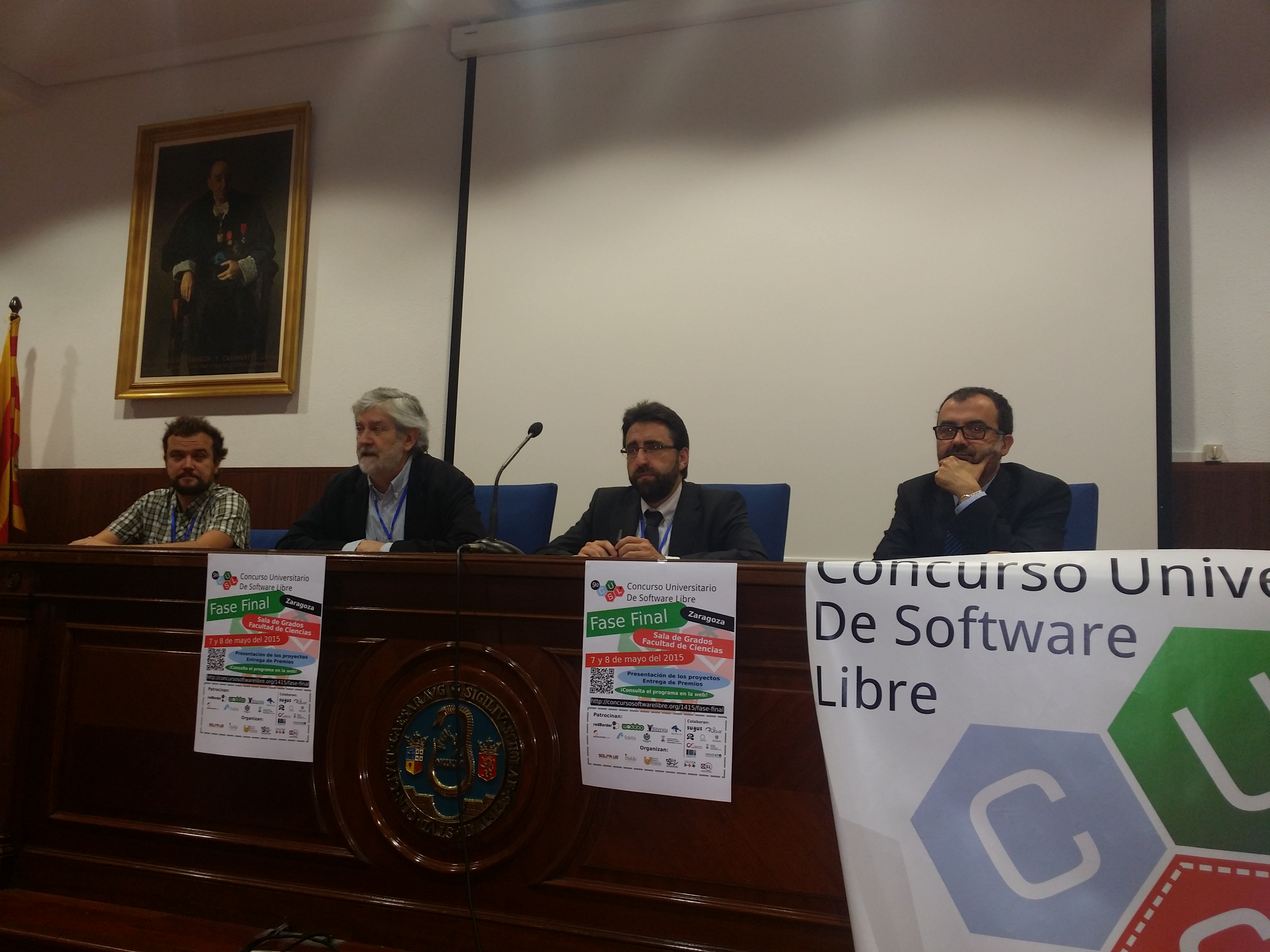
Presentación de fase final del IX Concurso universitario de software libre

A lo largo del curso académico 2014/15 se estuvo celebrando la novena edición del Concurso Universitario de Software Libre. Distintas universidades organizaron fases locales dentro de esta edición, como por ejemplo la Universidad de La Laguna, la Universidad de Sevilla o la Universidad de Zaragoza.
En el conjunto nacional, la fase final del IX CUSL tuvo lugar en la Facultad de Ciencias de la Universidad de Zaragoza, los días 7 y 8 de mayo de 2015. Tras completar el programa, donde los participantes finalistas presentaron sus proyectos y se celebraron charlas sobre diferentes tecnologías libres de interés, mesas redondas y distintos debates entre los asistentes al evento, se otorgaron los premios en cada categoría sobre la base de la valoración realizada por el comité de evaluación. Así, en esta edición los galardonados fueron:

### Proyectos premiados
Mejor proyecto Senior:
- ViSH de Aldo Gordillo Méndez, de la Universidad Politécnica de Madrid.

Mejor proyecto Web:
- DPMbox de Juan Valencia Calvellido, de la Universidad de Cádiz.

Mejor proyecto de Sistemas:
- NodeOS de Jesús Leganés Combarro, de la Universidad Rey Juan Carlos.

Mejor proyecto de Educación:
- Math Attack de Sawan Jagdish Kapai Harpalani, de la Universidad de La Laguna.

Premio especial redBorder al mejor proyecto de Seguridad:
- Interfaz gráfica para nftables Archivado el 18 de mayo de 2015 en Wayback Machine. de José María Caballero Alba, de la Universidad de Sevilla.

## Décima edición (Curso 2015/2016)
A lo largo del curso académico 2015/16 se celebró la décima edición del Concurso Universitario de Software Libre. Las universidades organizadoras fueron la Universidad de Valladolid, la Universidad de La Laguna, la Universidad de Sevilla, la Universidad de Zaragoza , la Universidad Miguel Hernández y la Universidad de Córdoba.

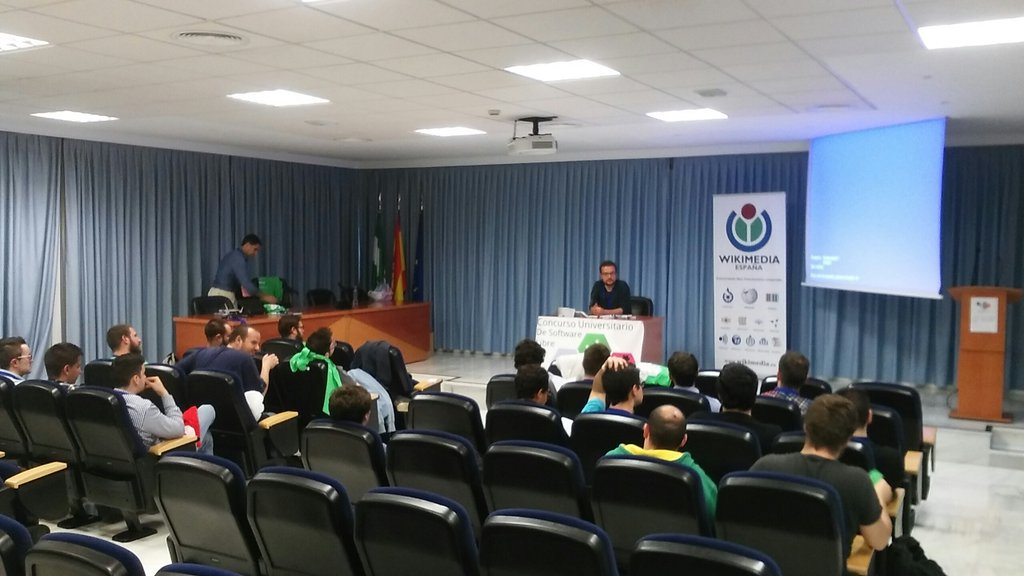
Ponencia en el CUSL10

En el conjunto nacional, la fase final del X CUSL tuvo lugar en la Escuela Técnica Superior de Ingeniería Informática de la Universidad de Sevilla, los días 5 y 6 de mayo de 2016. En esta edición los galardonados fueron:

### Proyectos premiados
Mejor proyecto de Internet of Things (IoT):
- CarontePass de Héctor Manuel Figueras Hernández (Universidad de La Laguna)

Mejor proyecto de tecnologías móviles:
- VACMatch de Pablo Castro Valiño (Universidad de La Coruña)

Mejor proyecto de Educación:
- Teacher tracker de Juan Carlos González Cabrero (Universidad de Valladolid)

## Undécima edición (Curso 2016/2017)
La undécima edición del Concurso Universitario de Software Libre, correspondiente al curso 2016/17, tuvo lugar en la Universidad de Sevilla durante los días 11 y 12 de mayo de 2017. Entre las universidades colaboradoras en esta edición se encuentran la Universidad de Sevilla, la Universidad de La Laguna, la Universidad de Zaragoza, la Universidad Miguel Hernández, la Universidad de Córdoba y la Universidad de Almería.
Esta edición contó con las participación de 57 estudiantes inscritos y 38 proyectos.

### Proyectos premiados
Mejor proyecto educativo
- JITRAX de Teguayco Gutiérrez González (Universidad de La Laguna)

Mejor proyecto de aplicaciones móviles
- DiedricoApp de Francisco Jesús Acién Pérez (Universidad Politécnica de Madrid)

Mejor proyecto de tecnologías en la nube
- Mutokamwoyo Cloud de Alba Mª Montero Monte, Juan José Montiel Cano y Sergio Alfonso Semedi Barranco (Universidad Complutense de Madrid)

Mejor proyecto de seguridad
- Oshozi Security Systems de Alejandro Julián Ferro Bejerano (Universidad de Castilla-La Mancha)

## Duodécima edición (Curso 2017/2018)

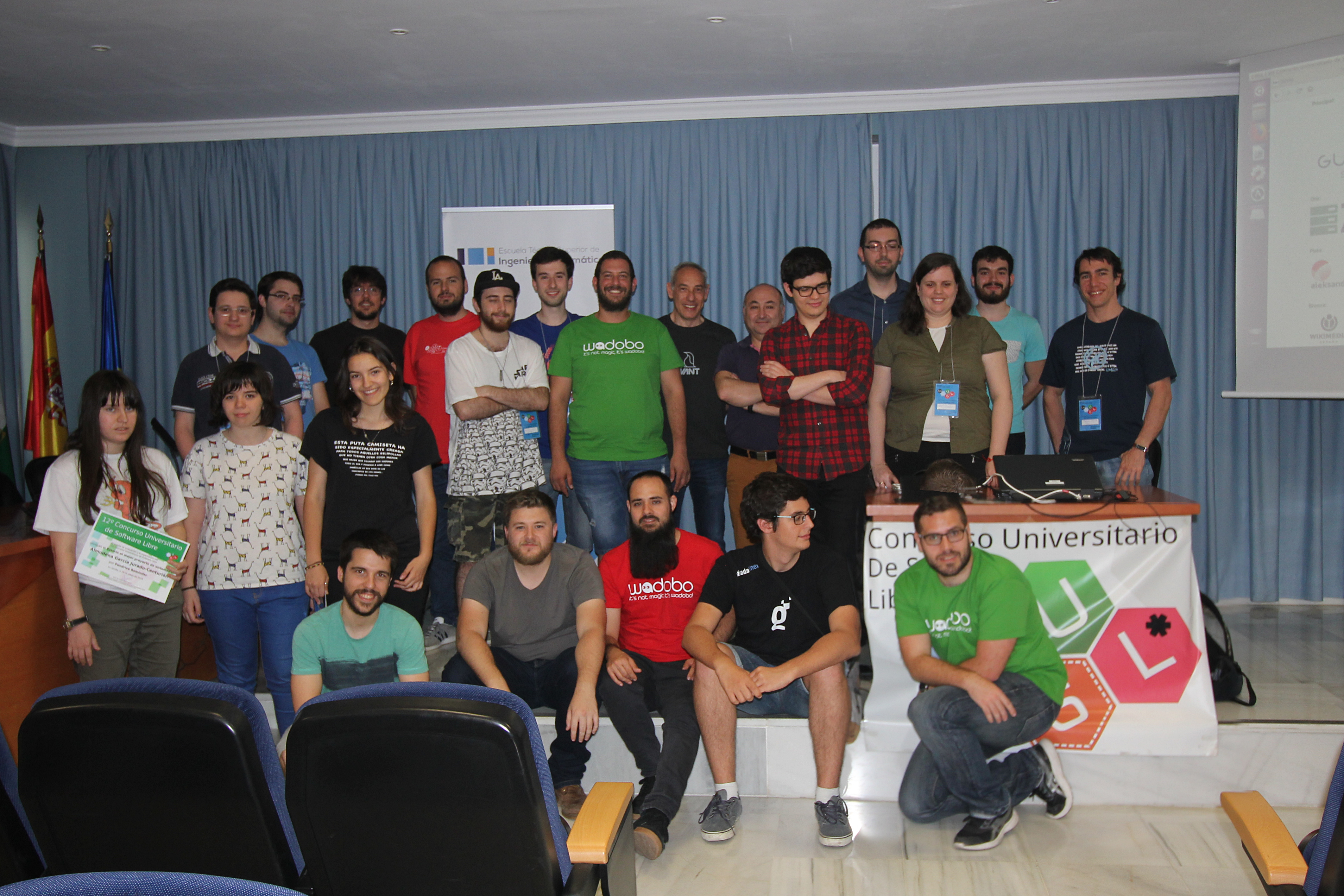
Fase final del CUSL 2018

A lo largo del curso académico 2017/18 se celebró la duodécima edición del Concurso Universitario de Software Libre. Las universidades organizadoras fueron la Universidad de Huelva, la Universidad de La Laguna, la Universidad de Sevilla, la Universidad de Zaragoza , la Universidad Miguel Hernández, la Universidad de Córdoba y la Universidad de Almería.
La fase final de la XII edición de CUSL tuvo lugar en la Escuela Técnica Superior de Ingeniería Informática de la Universidad de Sevilla, los días 17 y 18 de mayo de 2018.

### Proyectos premiados
Mejor proyecto de investigación
- INEbaseR de Andrés Nacimiento García (Universidad de La Laguna)

Mejor proyecto de seguridad
- Contribuciones a Tor de Fernando Fernández Mancera (Universidad de Sevilla)

Mejor proyecto de sistemas
- Pendrive Reminder, de Almudena García (Universidad de Huelva)

Mejor proyecto de escritorio
- Flameshot de Alejandro Sirgo (Universidad de Sevilla)

Mejor proyecto científico
- Contribuciones a mlpack, de Roberto Hueso (Universidad de Sevilla)

Mejor proyecto de ocio
- Solaria, de Antonio Torres y Jaime Torres (Universidad de Sevilla)

## Trigésima edición (Curso 2018/2019)

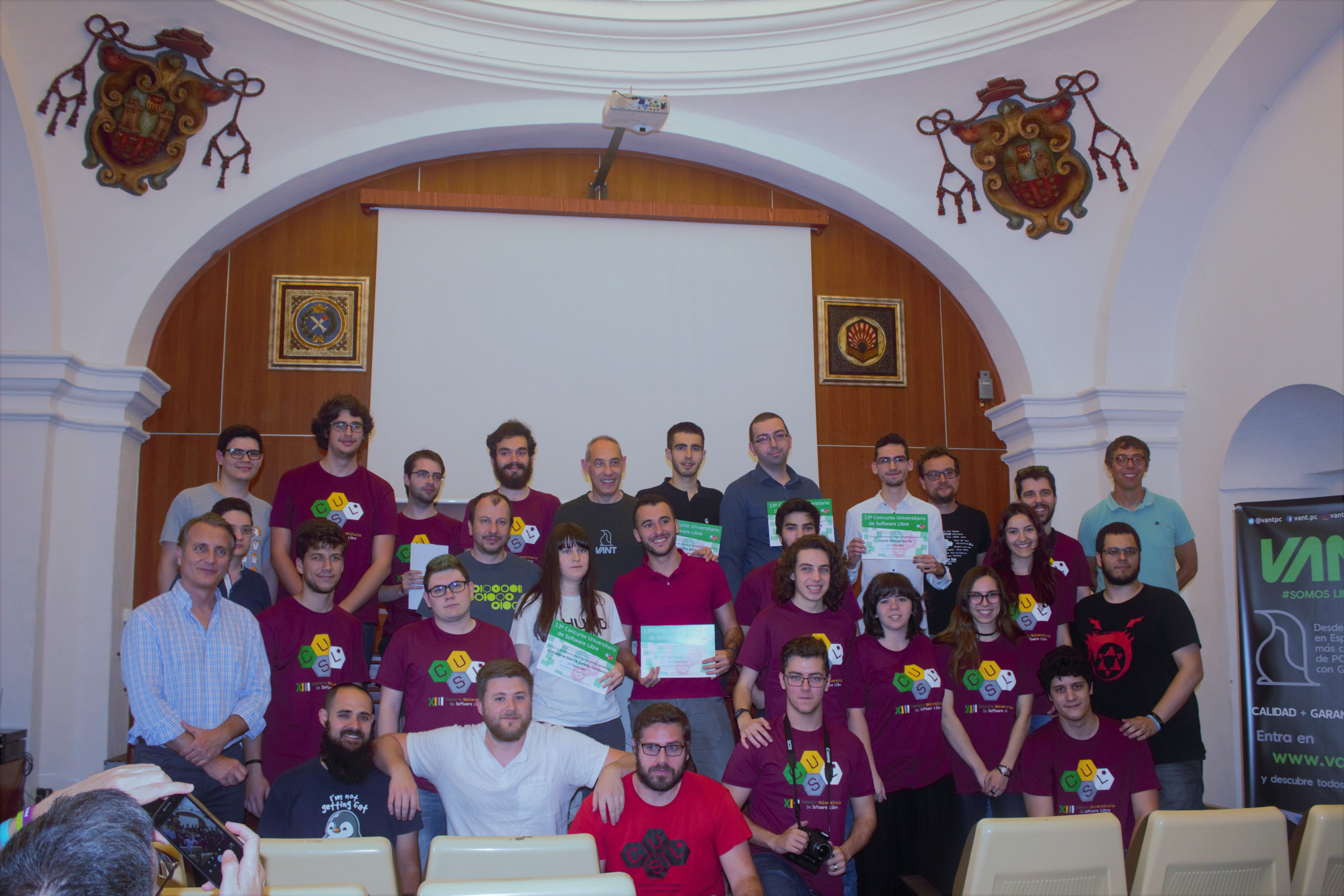
Foto de grupo en la clausura del CUSL 2019

A lo largo del curso académico 2018/19 se celebró la trigésima edición del Concurso Universitario de Software Libre, en la que participaron 43 proyectos con un total de 58 estudiantes inscritos. Las universidades organizadoras fueron la Universidad de Huelva, la Universidad de La Laguna, la Universidad de Sevilla, la Universidad de Zaragoza , la Universidad Miguel Hernández, la Universidad de Córdoba y la Universidad de Almería.
La fase final de la XIII edición de CUSL tuvo lugar en la Facultad de Filosofía y Letras de la Universidad de Córdoba, los días 9 y 10 de mayo de 2019.

### Proyectos premiados
Mejor proyecto cloud
- CMSysBot de Andrés Nacimiento García (Universidad de La Laguna) y David Afonso Dorta (Universidad de La Laguna).

Mejor proyecto multimedia
- Zuazo de Oier Lauzirika Zarrabeitia (Universidad Politécnica de Madrid).

Mejor proyecto de sistemas
- Hurd SMP de Almudena García Jurado-Centurión (Universidad de Huelva).

Mejor proyecto científico
- SaferAuto de Ángel Luis Igareta Herráiz (Universidad de La Laguna).